# 六甲クィーンズオープントーナメント
六甲クイーンズオープントーナメント（ろっこうくいーんずおーぷんとーなめんと）は、日本プロボウリング協会公認のボウリング大会。

## 大会概要
主催は株式会社グランド六甲。2015年までは関西キリンビバレッジサービスが特別協賛していたため、「キリンカップ　六甲クイーンズオープントーナメント」と名付けられていた。
2020年の第36回大会では坂本かやが2020年の開幕戦であるJPBA WOMEN'S ALL☆STAR GAME 2020に続き優勝し、通算3勝目を飾った。
翌日に開催されたROKKO QUEEN's Encore！CRYSTAL CUPでは坂本かやが開幕戦から3連勝で優勝し、通算4勝目を飾った。

## 開催日
第1回（1981年）は9月に開催、第2回（1982年）から第16回（2000年）までは毎年4月に開催、第17回（2001年）以降は毎年7月に開催となった（2020年のみ新型コロナウイルスの影響で10月に無観客開催として行われた）。一時期、グランド六甲ボウリングセンターでは4月に六甲クイーンズトーナメント、10月に神戸クイーンズトーナメントが行われていた。
第41回
2025年7月12日 - 7月13日

## 会場
- 神戸六甲ボウル（兵庫県神戸市灘区・第15回 - 現在）

第1回から第14回までは同じ場所にあったグランド六甲ボウリングセンターで開催された。
阪神・淡路大震災において、グランド六甲ボウリングセンターの建物が半壊し、建替を行い1997年10月に営業を再開した際に名称がグランド六甲ボウリングセンターから神戸六甲ボウルに変更された。

## 歴代優勝者
| 年     | 回 | 優勝者     |
| ------ | -- | ---------- |
| 1981年 | 1  | 木村和美   |
| 1982年 | 2  | 永井雅代   |
| 1983年 | 3  | 稲橋和枝   |
| 1984年 | 4  | 長原京子   |
| 1985年 | 5  | 永井雅代   |
| 1986年 | 6  | 木村俊代   |
| 1987年 | 7  | 小山康代   |
| 1988年 | 8  | 小須田礼子 |
| 1989年 | 9  | 金田惠子   |
| 1990年 | 10 | 加門満代   |
| 1991年 | 11 | 溝渕秀美   |
| 1992年 | 12 | 斉藤志乃ぶ |
| 1993年 | 13 | 栗原桂子   |
| 1994年 | 14 | 井筒由紀   |
| 1999年 | 15 | 加藤八千代 |
| 2000年 | 16 | 時本美津子 |
| 2001年 | 17 | 吉田真由美 |
| 2002年 | 18 | 中島政江   |
| 2003年 | 19 | 吉田真由美 |
| 2004年 | 20 | 川口富美恵 |
| 2005年 | 21 | 清水弘子   |
| 2006年 | 22 | 愛甲恵子   |
| 2007年 | 23 | 稲橋和枝   |
| 2008年 | 24 | 愛甲恵子   |
| 2009年 | 25 | 佐藤美香   |
| 2010年 | 26 | 板倉奈智美 |
| 2011年 | 27 | 松永裕美   |
| 2012年 | 28 | 小林あゆみ |
| 2013年 | 29 | 吉田真由美 |
| 2014年 | 30 | 桑藤美樹   |
| 2015年 | 31 | 松永裕美   |
| 2016年 | 32 | 大石奈緒   |
| 2017年 | 33 | 姫路麗     |
| 2018年 | 34 | 寺下智香   |
| 2019年 | 35 | 寺下智香   |
| 2020年 | 36 | 坂本かや   |
| 2021年 | 37 | 中島瑞葵   |
| 2022年 | 38 | 山田幸     |
| 2023年 | 39 | 川﨑由意   |
| 2024年 | 40 | 堀井春花   |
| 2025年 | 41 | 久保田彩花 |